# V2500 (エンジン)

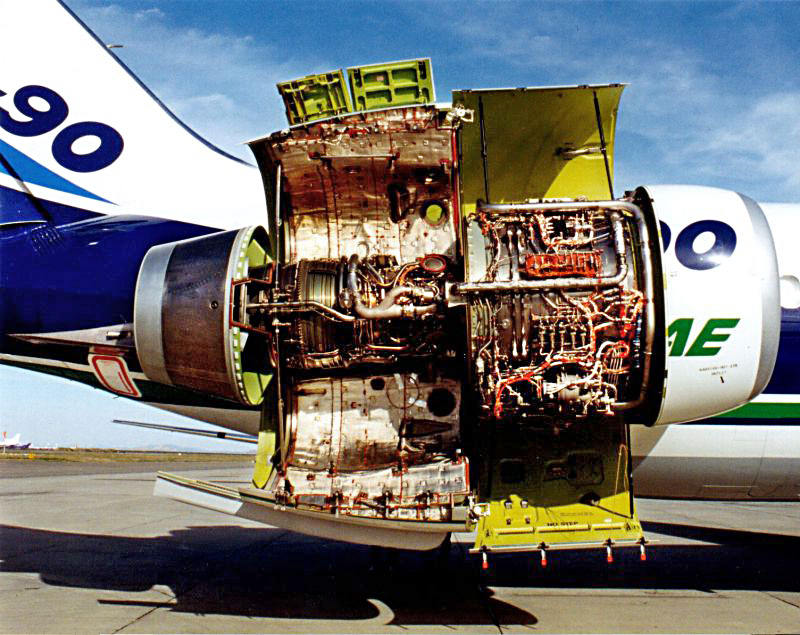
MD-90-30に搭載されたV2528-D5

V2500は、2軸式の高バイパスターボファンエンジンである。

## 概要
日本の企業も参加した国際的合弁事業であるインターナショナル・エアロ・エンジンズが製造する。
これまでにエアバスA320ファミリー（A320、A321、A319 とエアバス社用ジェット）とマクドネル・ダグラス MD-90、ならびにエンブラエル C-390に採用された。
製造数は2018年6月時点で7,600基以上、飛行時間は2021年7月12日時点で2億5000万を超えている。

## 開発

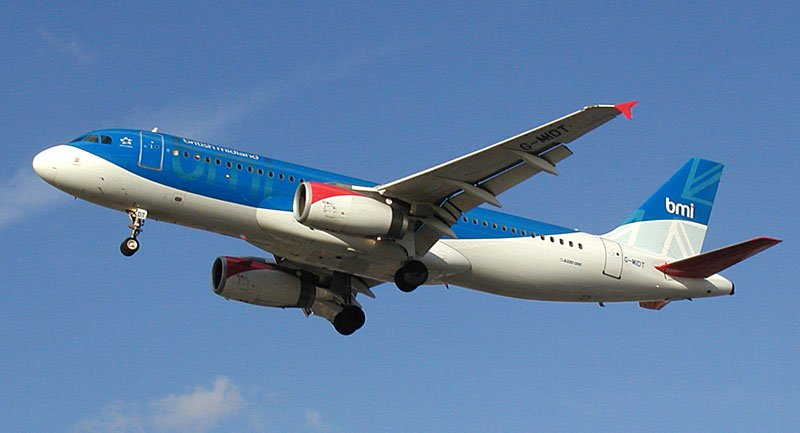
V2500を搭載したbmiのエアバスA320-232

インターナショナル・エアロ・エンジンズは、1983年設立の航空機エンジン製造を目的とした航空機エンジン製造会社4社で構成されている会社である。
構成各社の分担内容（当初）
- プラット・アンド・ホイットニー（P&W）- 燃焼器と高圧タービン
- ロールス・ロイス・ホールディングス（RR）- 高圧圧縮機
- 日本航空機エンジン協会 - ファンと低圧圧縮機
- MTUエアロ・エンジンズ - 低圧タービン

V2500-A1は1988年6月にFAAの認証を取得した。
ことの始まりは、1960年代、P&Wの開発した燃焼器と空冷式高圧2段タービンとRB211で採用されていたRRのファンブレード、研究中のRB401-06実証エンジンで使用された8段構成の研究用高圧圧縮機であるRC34Bを拡大し、さらに前段に1段、後段に1段追加して組み合わせたエンジンの共同開発を始めたことにある。日本航空機エンジン協会は低圧圧縮機、MTUエアロ・エンジンズは5段式低圧タービンを担当した。
1970年代後半、日本航空機エンジン協会とRRが独自に推力89 kNのRJ500を開発し、ボーイング737向けに2台の試作エンジンの懸垂試験まで進んでいたが、1980年代初頭に中止された。1982年、推力111 kNのエンジンの開発計画が持ち上がったが、一社単独での開発はリスクが大きく、また採算が取れるか疑問であった。
当初はRJ500-35と呼ばれたが、のちにP&WとMTU、それにフィアットが加わり、V2500と呼ばれるようになった。名前のVは当初の5社を表し、続く2500は推力2500ポンドを意味する。のちに1996年にフィアット、2012年にロールス・ロイスがそれぞれ離脱した。
4,000基目のV2500エンジンはブラジルのフラッグ・キャリアであるTAM航空に納入され、エアバスA320シリーズの4,000機目の機体（A319）に搭載された。

## 設計

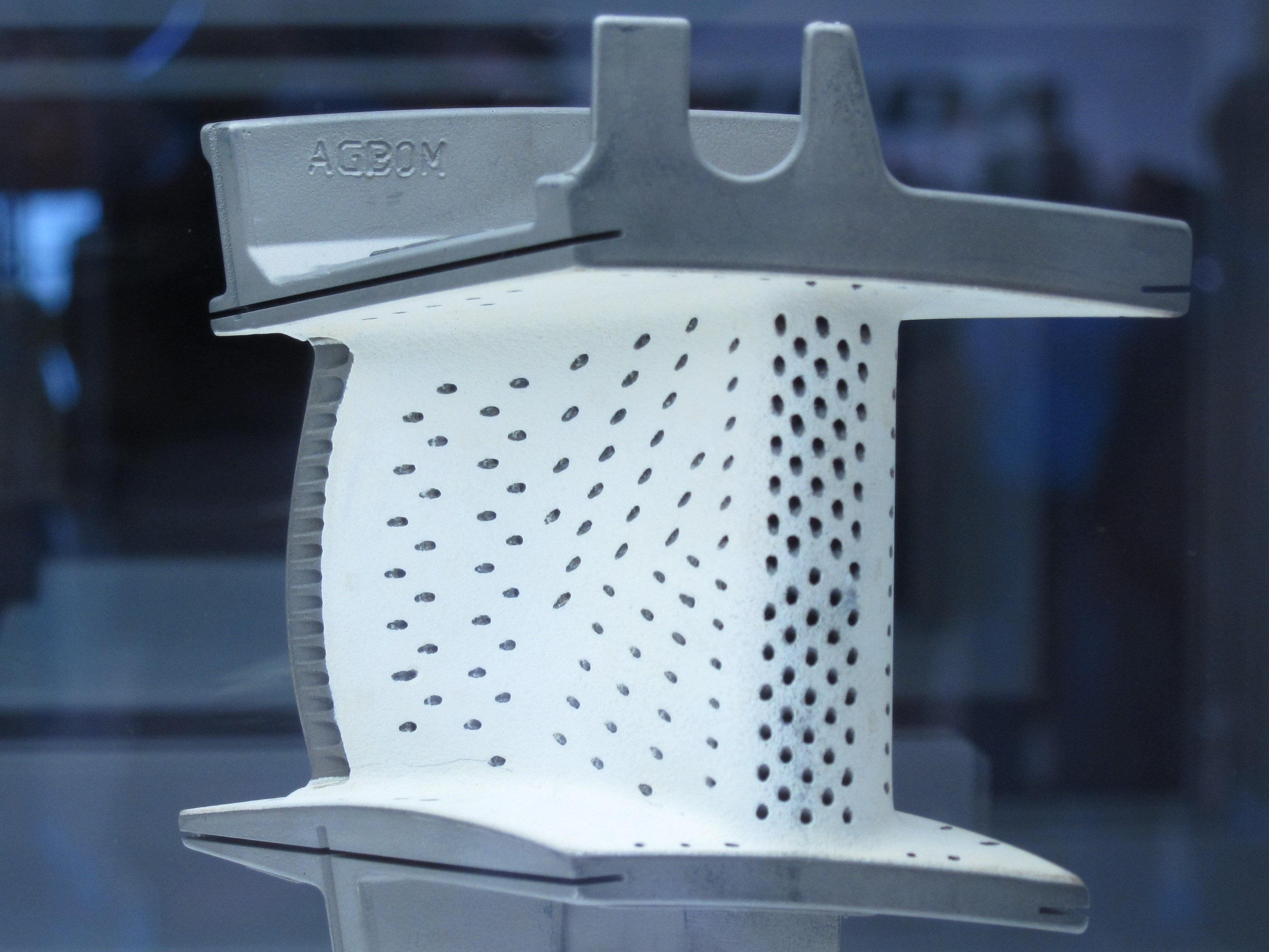
V2500のタービン整流翼

V2500はRJ500よりも先進的で、ファンの直径は拡大されている。軸流式圧縮機の多段化により圧縮比が高められ、より高いバイパス比を得るために低圧タービンが2段増え、全5段となった。
V2500の最も注目すべき機能の1つは、RRが提供しているファンブレードである。RRにより設計・開発された独特のワイドコード、シュラウドレス、中空ブレードは、予め加工されたチタンの2枚のシートの間にハニカム材料の3D機械加工されたピースを配置することにより製造されている。高温では、これらの3つの材料片の間に拡散接合が形成され、完成したブレードは事実上単一の中空構造となる。この軽量ファンブレードは非常に前縁が強く、異物衝突による損傷に耐えることができ、加えてブレードのワイドコードの性質により滑走路の破片を遠心分離するため、従来の細いブレードと比較してFODによるバイパスダクトへの塵埃の混入を4分の1に減少させている。
燃焼器にはP&Wのフロートウォール燃焼器を採用した。この燃焼器ライナは、鋳造合金タービンセグメントに取り付けられた板金シェルで構成されており、これらのセグメントは、セグメントと外側のシェルとの間の冷却空気上に浮遊する。この設計により冷却効果が向上し、応力が除去され、熱伝達を最小化した。またV2500は1980年代に設計されたエンジンでありながら、ICAOのNOx排出基準であるCAEP/4に合致した。セグメントは個別に交換することができ、メンテナンスコストの削減を可能とした。騒音にも注意が払われており、ワイドコードファンブレードの効果もあり、2001年当時の法定制限を25デシベル下回っている。
初期にはエンジン停止後ローターの冷却が均等に行われず、ローターに曲がりが生じる問題があったため、ファンを再設計した上で顧客に提供された。それまで、IAEは運用者に対し、排気ガス温度の傾向を慎重に監視することによってこの問題は検出可能であるとするアドバイスを行うと同時に、ボアスコープ検査サイクルを50時間に短縮するように勧告した。

## 種類

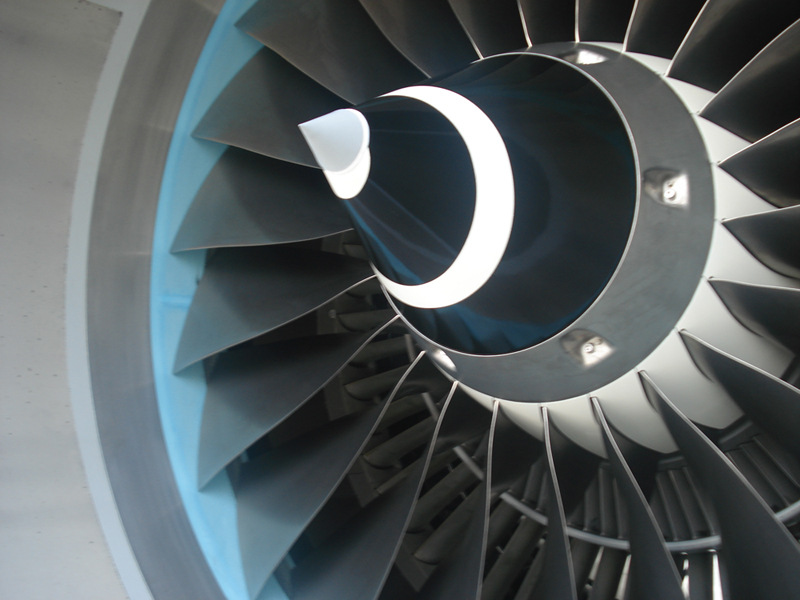
エアバスA320に装着されたIVA V2500エンジンファン

### V2500-A1
原型機種。1988年6月にFAAの認証を取得した。

### V2533-A5
エアバスA321-200用。コアの流量を増やすために4段目の昇圧段が基本仕様に導入された。これに伴い、ファン直径/空気流量の増強により推力は33,000 lbf（147 kN）に増強され、より大型のエアバス A321-200の要求水準を満たした。1996年4月に認証を取得した。

### 後期型
複数の後期型がある。ステージ4の低騒音型は "-A5" として規定されている
- V2522-A5

エアバスA319向け。1996年4月に認証を取得した。
- V2524-A5

エアバスA319 ACJ向け。1996年4月に認証を取得した。
- V2524E-A5

エアバスA320向け。1995年8月に認証を取得した。
- V2525-D5

マクドネル・ダグラスMD-90向け。1992年11月に認証を取得した。
- V2527-A5

エアバスA320 ACJ向け。1992年11月に認証を取得した。
- V2527M-A5

エアバスA320 ACJ向け。1999年5月に認証を取得した。
- V2528-D5

マクドネル・ダグラスMD-90向け。1992年11月に認証を取得した。
- V2530-A5

エアバスA321向け。1992年11月に認証を取得した。
- V2533-A5

エアバスA321向け。1996年8月に認証を取得した。
- V2535-E5

エンブラエルKC-390向け。2014年8月27日に認証を取得した。

### V2500セレクトワン
2005年10月20日、IAEはV2500セレクトがIndiGoより100機のA320シリーズに搭載するためのエンジンとして選択されたと発表した。のちにV2500セレクトワンと称されるこのエンジンは、性能増強パッケージとアフターマーケットを組み合わせる。2007年12月に認証を取得。2008年9月に本エンジンを搭載したA320が出荷され、同年10月よりローンチカスタマーであるIndiGoにより運用が開始された。
セレクトワンでは高圧圧縮機に最新の3次元空気力学を導入し、コア温度を下げて取り扱いと効率を改善しており、また高圧タービンに最新の材料と冷却技術を導入して効率と部品寿命が向上、低圧タービンの調整も行われている。これにより、1%の燃費削減や最大20%の飛行時間の改善、追加のEGT（Exhaust Gas Temperature。排気ガス温度）マージンなどの利点が得られた。
レトロフィットキットを使用することで運用中の既存のエンジンをセレクトワン規格にアップグレードすることができ、P&Wは2009年2月17日、USエアウェイズが、1998年から運用しているV2500-A5から改造する初めての顧客となったことを発表した。

### V2500セレクトトゥー
2011年3月14日、IAEはV2500セレクトワンの改良版として、セレクトトゥー計画を発表した。エアバスA320が本エンジンを装備して500海里飛行した場合は0.58%の燃費改善、2011年当時の燃料価格で10年間で4.3億ドルの節約が見込めるほか、同年数で二酸化炭素排出量14,800トンの削減が見込めるという。また、ICAOのNOx基準CAEP/6に準拠している。
セレクトトゥーには、Electronic Engine Control（EEC）のソフトウェアアップグレードと、新しいデータ入力プラグ（DEP）が含まれる。セレクトトゥーはセレクトワンの受注オプションとして利用でき、ガルフ・エアがA321に搭載するエンジンとして選択し、最初の顧客となった。2014年に認定を取得し、2015年初頭に運用を開始した。

## ErCoat
MTUの最高プログラム責任者であるMichael Schreoggは2015年7月下旬の決算発表において、砂漠や塩分が多いような過酷な環境でV2500エンジンの長期的な運用を維持し、メンテナンスコストを削減するための改善例の一つとしてエンジンブレードとベーン用のErCoatと呼ばれる耐浸食性コーティングを挙げた。これを導入するとオンウィングタイムが500時間あるい多くのサイクルとなるのを後押しし、燃料消費を0.5%削減でき、二酸化炭素排出量の削減も見込めるという。

## 搭載機
- エアバスA320ファミリー (A318とneoシリーズは除く)
- エンブラエル KC-390
- マクドネル・ダグラスMD-90

## 仕様
出典
| 形式      | 離陸時推力          | バイパス比 | 圧縮比 | ファン直径       | 全長            | 重量                |
| --------- | ------------------- | ---------- | ------ | ---------------- | --------------- | ------------------- |
| V2500-A1  | 24,800 lbf (110 kN) | 5.4        | 35.8   | 63 in (1.60 m)   | 126 in (3.20 m) | 5,300 lb (2,400 kg) |
| V2522-A5  | 23,040 lbf (102 kN) | 4.9        | 32.8   | 63.5 in (1.61 m) | 126 in (3.20 m) | 5,300 lb (2,400 kg) |
| V2524-A5  | 24,480 lbf (109 kN) | 4.9        | 32.8   | 63.5 in (1.61 m) | 126 in (3.20 m) | 5,300 lb (2,400 kg) |
| V2524E-A5 | 24,800 lbf (110 kN) | 4.8        | 32.8   | 63.5 in (1.61 m) | 126 in (3.20 m) | 5,300 lb (2,400 kg) |
| V2525-D5  | 25,000 lbf (111 kN) | 4.8        | 34.5   | 63.5 in (1.61 m) | 126 in (3.20 m) | 5,720 lb (2,590 kg) |
| V2527-A5  | 24,800 lbf (110 kN) | 4.8        | 32.8   | 63.5 in (1.61 m) | 126 in (3.20 m) | 5,300 lb (2,400 kg) |
| V2527M-A5 | 24,800 lbf (110 kN) | 4.8        | 32.8   | 63.5 in (1.61 m) | 126 in (3.20 m) | 5,300 lb (2,400 kg) |
| V2528-D5  | 28,600 lbf (127 kN) | 4.7        | 35.2   | 63.5 in (1.61 m) | 126 in (3.20 m) | 5,720 lb (2,590 kg) |
| V2530-A5  | 29,900 lbf (133 kN) | 4.6        | 36.2   | 63.5 in (1.61 m) | 126 in (3.20 m) | 5,300 lb (2,400 kg) |
| V2533-A5  | 31,600 lbf (141 kN) | 4.5        | 35.2   | 63.5 in (1.61 m) | 126 in (3.20 m) | 5,300 lb (2,400 kg) |
| V2500-E5  | 31,330 lbf (139 kN) | 4.7        | -      | 63.5 in (1.61 m) | 126 in (3.20 m) | 5,300 lb (2,400 kg) |